# Охлюево
Охлюево — деревня в Грязовецком районе Вологодской области.
Входит в состав Юровского муниципального образования, с точки зрения административно-территориального деления — в Юровский сельсовет.
Расстояние по автодороге до районного центра Грязовца — 15 км, до центра муниципального образования Юрово — 5 км.
По переписи 2002 года население — 1 человек.